# Gheorghe Mironescu

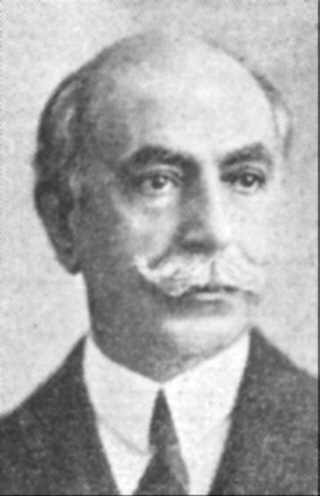
Gheorghe Mironescu

Gheorghe G. Mironescu (* 28. Januar 1874 in Vaslui; † 9. Oktober 1949 in Bukarest) war ein rumänischer Jurist, Politiker und Ministerpräsident von Rumänien.

## Leben
Nach dem Abitur im Jahr 1891 studierte Mironescu Literatur und Philosophie an der Universität Bukarest. Anschließend studierte er in Paris und promovierte 1898 zum Doktor der Rechtswissenschaften. Danach wirkte er in Rumänien als Jurist unter anderem im Ministerium für Landwirtschaft, Industrie, Handel. 1906 übernahm er eine Professur an der Juristischen Fakultät der Universität Bukarest. Diese behielt er bis zu seiner Pensionierung im Jahr 1939.
Zwischenzeitlich wurde Mironescu im Jahr 1911 rumänischer Abgeordneter und drei Jahre später Senator. Unter dem Ministerpräsidenten Take Ionescu war er kurzfristig bis zum 17. Januar 1922 Unterrichtsminister. Vom 10. November 1928 bis 7. Juni 1930 war er in der Regierung Iuliu Maniu Außenminister und anschließend für einige Tage und dann vom 10. Oktober 1930
Ministerpräsident des Landes. Mit seiner nationalbäuerlichen Regierung begann im selben Jahr die Zeit der politischen Instabilität. In den nächsten drei Jahren kamen acht Regierungen an die Macht. Dies führte zur Schwächung der parlamentarischen Demokratie zugunsten des rumänischen Königs Karl II. Nachfolgend war er noch als Finanzminister, Innenminister und Staatsminister tätig. Nach dem Staatsstreich König Karls II. wurde Mironescu 1938 Mitglied des Kronrats und am 31. Mai 1939 auch  Ehrenmitglied der Rumänischen Akademie. Er verstarb im Alter von 75 Jahren in Bukarest.